# Ceratozamia alvarezii
Ceratozamia alvarezii es una especie de planta de la familia Zamiaceae. Es endémica de México. Está amenazado por la pérdida de hábitat. Es una especie prioritaria para la conservación por parte del gobierno mexicano a través de la Secretaría de Medio Ambiente y Recursos Naturales.